# Vaulting Horse
Vaulting Horse è un cortometraggio muto del 1903. Il nome del regista non viene riportato nei credit del film né vi appare quello di un operatore.

## Produzione
Il film fu prodotto dalla Hepworth.

## Distribuzione
Distribuito dalla Hepworth, il documentario - un cortometraggio della lunghezza di 23 metri - presumibilmente uscì nelle sale cinematografiche britanniche nel 1903.
Non si hanno altre notizie del film che si ritiene perduto, forse distrutto nel 1924 quando il produttore Cecil M. Hepworth, ormai fallito, cercò di recuperare l'argento del nitrato fondendo le pellicole.